# Грасіано

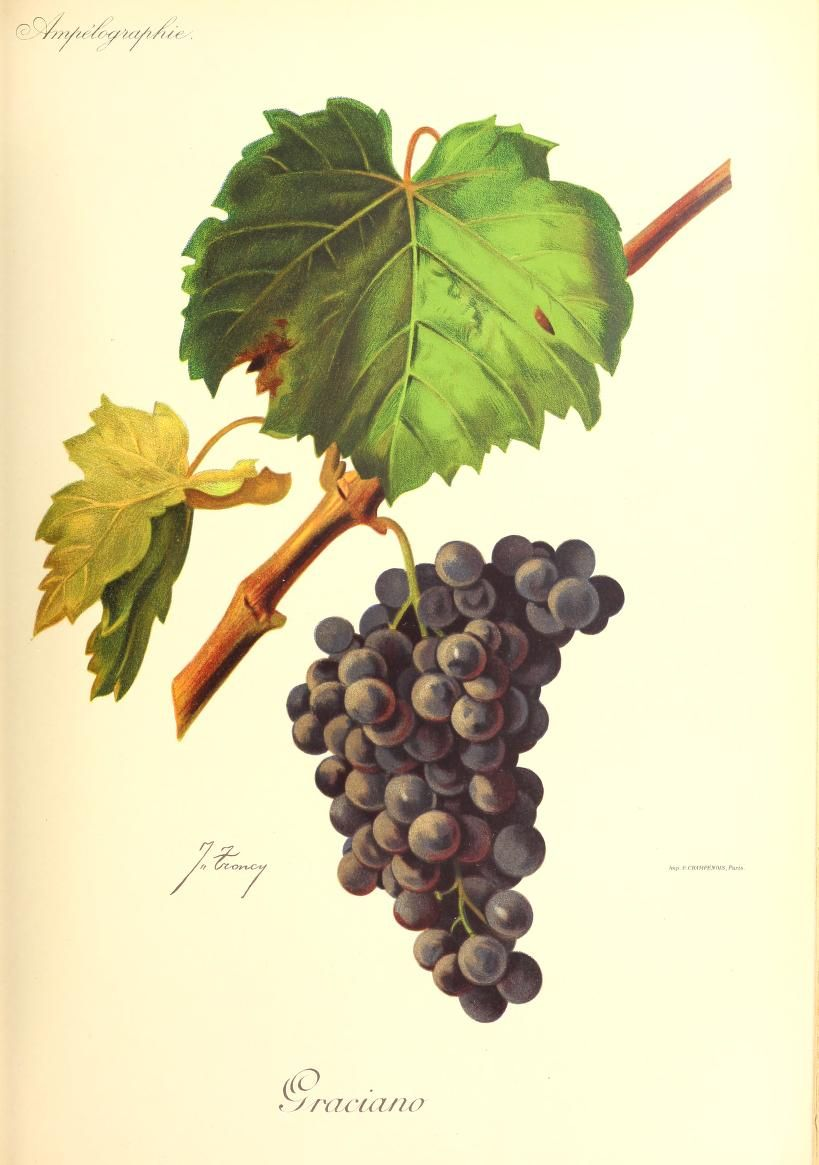
Грасіано

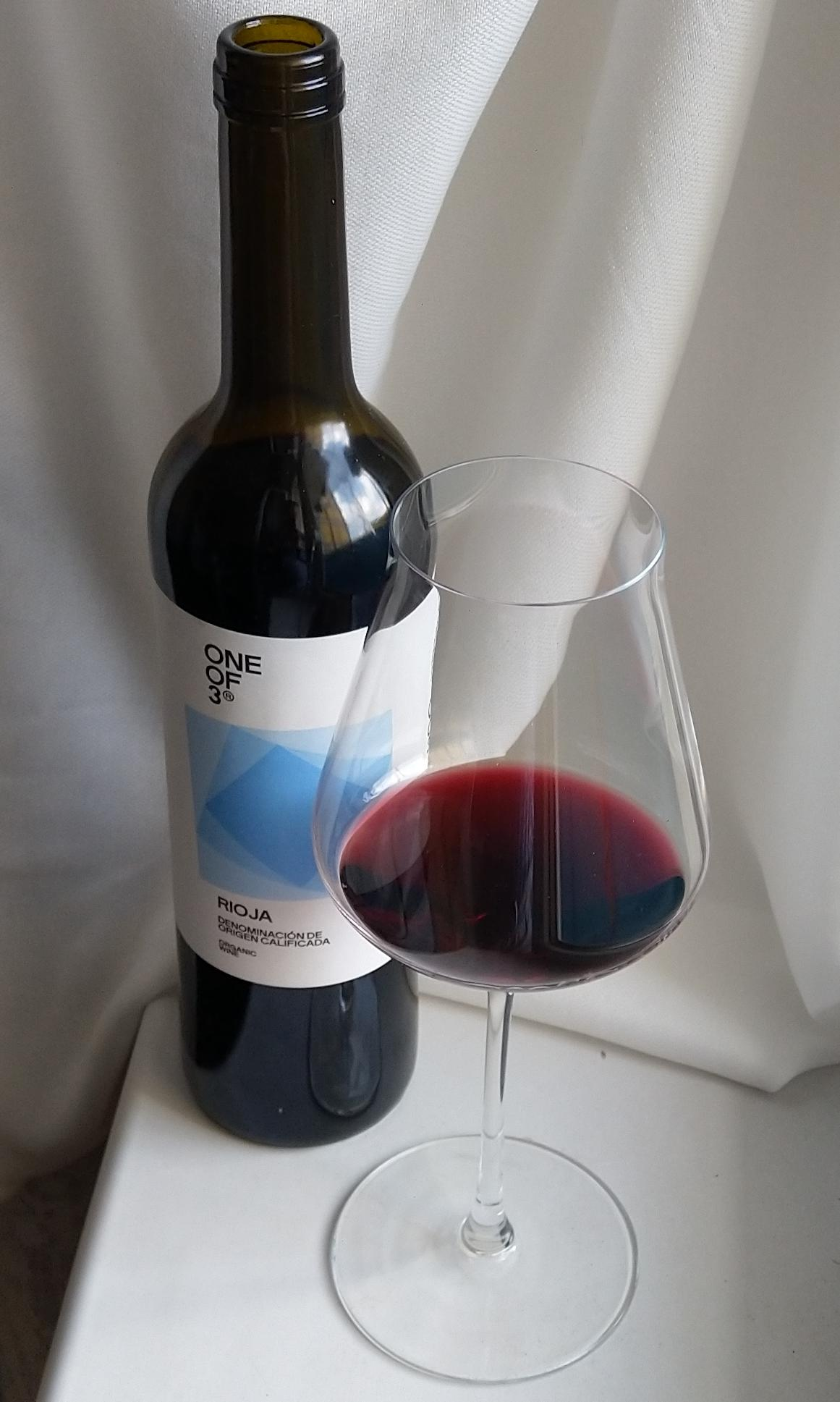
Купажне вино на основі грасіано

Грасіано (ісп. Graciano) — іспанський технічний сорт червоного винограду.

## Розповсюдження
Грасіано культивується в Іспанії, особливо у регіонах Ріоха та Наварра. Також сорт Австралії, США (Каліфорнія) та Франції (Лангедок), у якій він відомий під назвою Моррастель.

## Характеристики сорту
Низьковрожайний, пізньостиглий сорт. Ягода вкрита шаром кутину. Забарвлення шкірки дуже темне. Найкращі врожаї отримують у спекотному, посушливому кліматі. Вразливий до борошнистої роси.

## Характеристики вина
З грасіано виробляють зазвичай купажні вина (зазвичай з сортами гарнача та темпранільйо), його додають до вина для покращення кольору, оскільки сусло цього винограду має дуже насичене забарвлення. Також виготовляються моносортові вина. Класичне вино з грасіано має глибокий колір та інтенсивний аромат, з нотами шовковиці, фіалки й шоколаду. У смаку відчуваються таніни. Вина мають гарний потенціал для витримки.